# Zrimšek
Zrimšek je priimek več znanih Slovencev:
- Barbara Zrimšek (*1960), novinarka
- Franc(i) Zrimšek (*1932?), kolesar, 1.dolenjski reprezentant
- Ivan Zrimšek (*1952), strojnik, medicinski inovator (z ruskim fizikom S. Vesninom)
- Jure Zrimšek (*1982), kolesar
- Jure Zrimšek (*1984), slikar
- Nada Zrimšek-Slana (1930—2018), operna in koncertna pevka, sopranistka
- Neja Zrimšek Žiger, slikarka invalidka
- Maruša Mišmaš Zrimšek, slovenska atletinja (*1994)
- Pavle Zrimšek (1922—2005), novinar in politolog, predavatelj FSPN
- Petra Zrimšek (*1988), kolesarka
- Tanja (Tatjana Štrukelj) Zrimšek (1935—1996), pianistka, klavirska pedagoginja